# Espintrónica

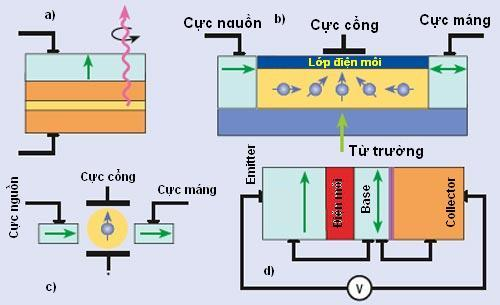
Modelos de algunos componentes de la espintrónica (en vietnamita).

Espintrónica (neologismo a partir de "espín" y "electrónica" y conocido también como magnetoelectrónica) es una tecnología emergente que explota tanto la carga del electrón como su espín, que se manifiesta como un estado de energía magnética débil que puede tomar solo dos valores, {\displaystyle +\hbar /2} o {\displaystyle -\hbar /2} (donde {\displaystyle \hbar } es la constante de Planck dividida por 2π o constante reducida de Planck).
El primer requisito para construir un dispositivo espintrónico es disponer de un sistema que pueda generar una corriente de electrones "espín polarizados" (es decir, que tengan el mismo valor para su espín) y de otro sistema que sea sensible a esa polarización. Un paso más radical sería tener una unidad intermedia que realice algún tipo de procesamiento en la corriente, de acuerdo con los estados de los espines.
Un dispositivo espintrónico simple debería permitir la transmisión de un par de señales por un único canal usando electrones "espín polarizados" y produciendo una señal diferente para los dos valores posibles, duplicando así el ancho de banda del cable.
El método más simple de que una corriente sea "espín polarizada"  es hacerla pasar a través de un material ferromagnético, que debe ser un cristal único, de forma tal de que filtre a los electrones de manera uniforme. Si en cambio se dispone el filtro frente a un transistor, este se convertirá en un detector sensible a los espines.
Si los dos campos magnéticos están alineados, entonces la corriente podrá pasar, mientras que si se oponen aumentará la resistencia del sistema, efecto conocido como magnetorresistencia gigante.
Probablemente el dispositivo espintrónico más exitoso hasta el momento haya sido la válvula espín, un dispositivo con una estructura de capas de materiales magnéticos que muestra enorme sensibilidad a los campos magnéticos. Cuando uno de estos campos está presente, la válvula permite el paso de los electrones, pero en caso contrario sólo deja pasar a los electrones con un espín determinado. Desde 2002 ha sido común su uso como transductor en cabezas de discos duros.
La espintrónica puede tener un impacto radical en los dispositivos de almacenamiento masivo; científicos de IBM anunciaron en 2002 la compresión en un área diminuta de cantidades enormes de datos, alcanzando una densidad de aproximadamente 155.000 millones de bits por cm².
El uso convencional del estado de un electrón en un semiconductor es la representación binaria, pero los "bits cuánticos" de la espintrónica (qubits) explotan a los estados del espín como superposiciones de 0 y 1 que pueden representar simultáneamente cada número entre 0 y 255. Esto puede dar lugar a una nueva generación de ordenadores (computación cuántica).